# Menasandra, Tumkur
Menasandra là một làng thuộc tehsil Tumkur, huyện Tumkur, bang Karnataka, Ấn Độ.